# سانبوکو ایسو

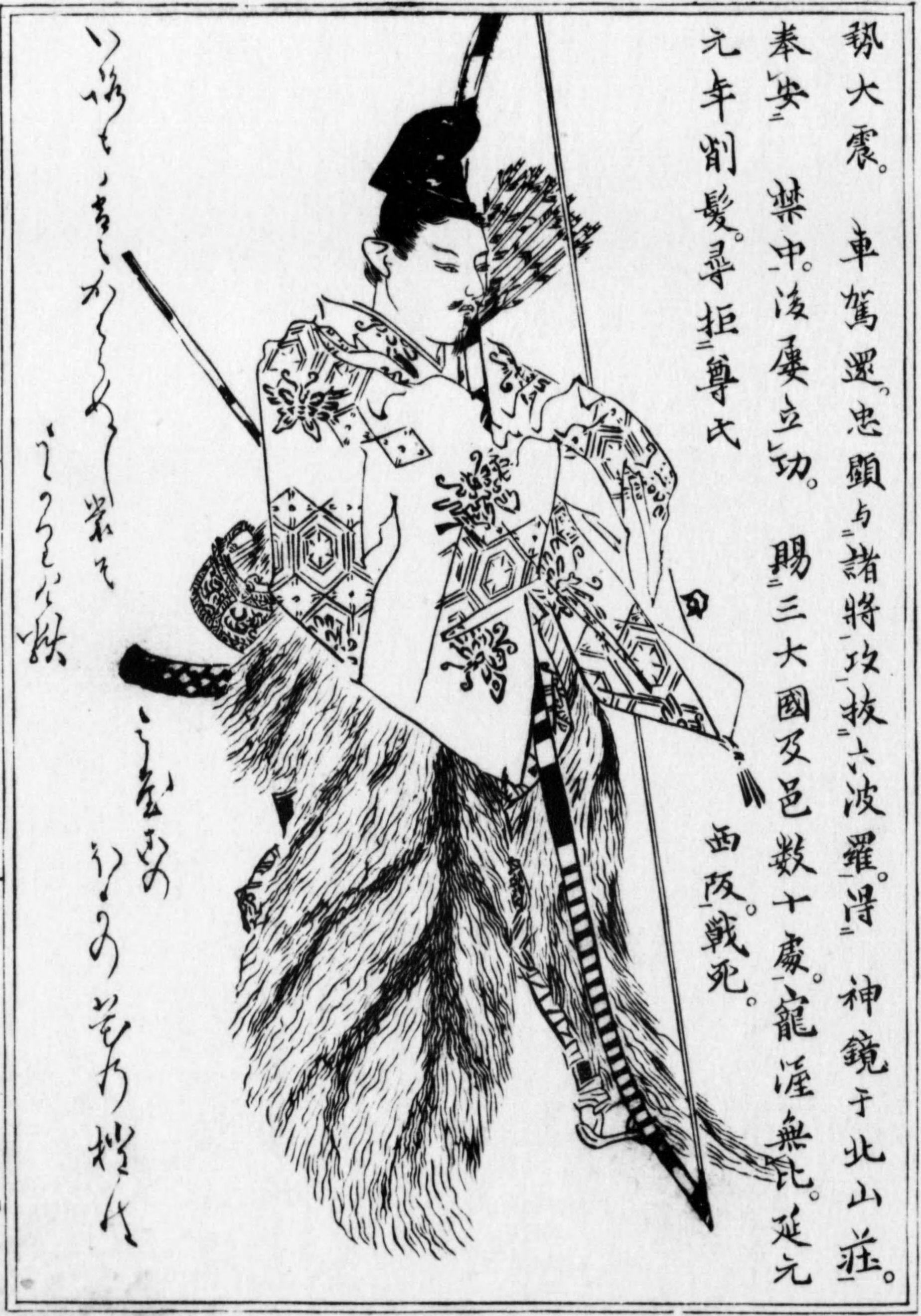
چیکوسا تاداآکی

سانبوکو ایسو (به ژاپنی: 三木一草 さんぼくいっそう)، یک اصطلاح کلی برای چهار ملازم مورد علاقه امپراتور گو-دایگو در دوران رژیم کنمو است: آنها بر اساس تلفظ نام خانوادگی و مناصب دولتی خود نامگذاری شده‌اند. آنها یکی پس از دیگری در نیمه اول سال اول عصر آنگن و نیمه اول سال سوم دوران کنمو (۱۳۳۶) در نبردهای شورش کنمو که قبل از جنگ داخلی بین شمال و جنوب بود جان خود را از دست دادند. این چهار نفر عبارت بودند از :بازسازی کنمو، چیکوسا تاداآکی، یوکی چیکامیتسو، کوسونوکی ماساشیگه و ناوا ناگاتوشی.